# Etrian Mystery Dungeon
Etrian Mystery Dungeon, i Japan känt som Sekaiju to Fushigi no Dungeon (世界樹と不思議のダンジョン Sekaiju to Fushigi no Danjon?, "Yggdrasil och mysterie-fängelsehålan"), är ett datorrollspel till Nintendo 3DS. Det utvecklades av Spike Chunsoft och Atlus, och gavs ut av Atlus den 5 mars 2015 i Japan; det planeras även att ges ut i Nordamerika den 7 april 2015.
[uppföljning saknas]
Spelet är en crossover mellan Atlus spelserie Etrian Odyssey och Spike Chunsofts Mystery Dungeon.

## Utgivning
Atlus gav ut spelet den 5 mars 2015 i Japan; de planerar även att ge ut det den 7 april 2015 i Nordamerika.
[uppföljning saknas]
Den första utgåvan av den japanska versionen kom bundlad med ett Etrian Mystery Dungeon-temanummer av Marukatsu Super Famicom - en japansk datorspelstidning som egentligen hade slutat publicerats 23 år tidigare - med titeln Marukatsu Super Famicom 2015 Revival Edition. Tidningen bestod av 52 sidor med information och konst från spelet. Bundlingen innehöll även en soundtrack-CD med sex låtar från spelet. Den nordamerikanska första utgåvan består av en liknande bundling; utöver spelet, kommer det med ett set med bonusföremål som kallas "The Sights and Sounds of Mystery", och som innehåller soundtrack-CD:n, en 28-sidig bok med konst och information, samt en låda att förvara spelet och föremålen i.
Personer som köper den nordamerikanska versionen kan även ladda ned fem olika DLC:n gratis under den första månaden efter spelet har kommit ut. Innehållet kommer fortsätta att vara tillgängligt efter detta, men kommer att kosta pengar för personer som inte laddade ner det under den första månaden.

## Mottagande
Speltidningen Famitsu gav spelet betyget 34/40, med delbetygen 8, 8, 9 och 9.

### Försäljning
Etrian Mystery Dungeon var det näst bäst säljande datorspelet i Japan under sin debutvecka, med 65 226 sålda exemplar och 91,96 % av den första leveransen slutsåld. Detta innebar en bättre debut än för någon av de fem föregående utgåvorna i Mystery Dungeon: Shiren the Wanderer-serien, vars försäljningssiffror hade varit på nedgång sedan 2008 års Shiren the Wanderer 3.